# Spooky (personnage)
Spooky (Spooky the Tuff Little Ghost en anglais) est un personnage de comics publiés par Harvey Comics.

## Personnage
Spooky est un fantôme portant un chapeau melon. Il est le cousin de Casper le gentil fantôme mais contrairement à ce dernier il aime faire peur aux humains. Comme son nom l'indique (« tuff » est la déformation de « tough » qui signifie « dur » en anglais) il se présente comme un dur à cuire. Pour renforcer cette image les animateurs lui ont donné l'accent de Brooklyn. Il a une amie nommée Poil, déformation du mot « pearl » (« perle ») avec cet accent. Poil tente de le convaincre de ne pas effrayer les gens et de nombreuses histoires montrent Spooky tentant d'éviter Poil pour pouvoir faire cela,.

## Publications
Spooky apparaît pour la première fois en juin 1953 dans le dixième numéro de Casper the Friendly Ghost dans une aventure de Casper. Il revient plusieurs fois dans ce comic avant d'avoir le sien intitulé Spooky the Tuff Little Ghost en novembre 1955. Il a assez de succès pour avoir droit à plusieurs séries dérivées : Spooky Spooktown de 1961 à 1976), Tuff Ghosts Starring Spooky de 1962 à 1972 et Spooky Haunted House de 1972 à 1975. Les principaux dessinateurs de ses aventures sont Howard Post et Ben Brown ; Warren Kremer dessine les couvertures. Dans les années 1970, beaucoup de comics publiés par Harvey voient leurs ventes décroître et Spooky ne fait pas exception. En septembre 1980 sort son dernier comics, le numéro 161. Lorsque dans les années 1990, Harvey tente de relancer sa gamme de comics, Spooky revient mais il disparaît quand Harvey cesse définitivement d'éditer des comics,.

## Animation
Lorsque Casper est devenu le personnage principal d'une série d'animation, Spooky est apparu dans plusieurs épisodes mais cela n'a jamais débouché sur une série qui lui aurait été consacrée. Rob Paulsen et Samuel Vincent sont deux des acteurs qui lui ont prêté leur voix.